# Greta Antoine
Greta Antoine Eleftheriou (São Paulo, 19 de março de 1987) é uma Nutricionista e atriz brasileira.

## Biografia
Iniciou sua carreira como modelo em 1998. Seu pai é um arquiteto grego, e sua mãe tem uma loja de roupas na cidade paulista de Mairinque. 
Em 1999, apesar da pouca idade, passou nos testes para a telenovela infantil Chiquititas, do SBT, onde interpretou a ambiciosa Inês, entre o fim do primeiro semestre de 2000 e o início do primeiro semestre de 2001.
Em 2002 retornou à televisão, onde viveu Rouxinol no seriado Ilha Rá-Tim-Bum, da TV Cultura. Sua personagem era uma garota mimada que possuía uma bela voz, apaixonada por Gigante (Paulo Nigro), irmã de Micróbio (Rafael Chagas) e melhor amiga (e às vezes rival) de Majestade (Thuanny Costa). A série, que teria apenas 25 episódios, teve tão boa aceitação pelo público que foi aumentada, totalizando 54 episódios, além de ter rendido um filme, lançado em 2003 nos cinemas de todo país.
Em 2006, de volta ao SBT, atuou na telenovela Cristal, onde interpretou duas personagens, em fases distintas: Vitória Ascânio, quando jovem, e Eliana Ascânio. Ainda no SBT, em 2007, integrou o elenco de Maria Esperança, dando vida a personagem Isabel Muniz Hurtado,  uma adolescente fútil e perigosa.
Greta já participou duas vezes do Teatro Rá Tim Bum, onde apresentou A Odisséia de Arlequino e O Doente Imaginário, junto com a companhia da revista do miniteatro na Praça Roosevelt, em São Paulo.
Em 2010, Greta integrou o elenco de Uma Rosa com Amor, remake de Uma Rosa com Amor, telenovela exibida originalmente em 1972, pela Rede Globo, agora adaptada por Tiago Santiago para o SBT, no qual viveu Cleide.
Atualmente Greta é Nutricionista e tem um perfil no Instagram onde dá dicas de alimentação saudável e faz consultas online @gretaantoine.

## Carreira

### Televisão
| Ano  | Título                        | Personagem                                         | Notas                       |
| ---- | ----------------------------- | -------------------------------------------------- | --------------------------- |
| 2000 | Chiquititas                   | Inês Bragança D'Ávila                              | Temporada 5                 |
| 2002 | Ilha Rá-Tim-Bum               | Rosana Pereira da Silva (Rouxinol)                 |                             |
| 2006 | Cristal                       | Vitória da Silva Ascânio / Eliana da Silva Ascânio |                             |
| 2007 | Maria Esperança               | Isabel Muniz Hurtado                               |                             |
| 2010 | Uma Rosa com Amor             | Cleide Batateira                                   |                             |
| 2012 | Rebelde                       | Estela                                             |                             |
| 2015 | Rodas sobre Rotas             | Mariana                                            | [ 3 ]                       |
| 2016 | Nada Será Como Antes          | Laura Veiga                                        |                             |
| 2017 | Filhos da Pátria              | Cândida                                            | 2 episódios                 |
| 2022 | No Mundo da Luna              | Teca                                               |                             |
| 2023 | As Aventuras de José e Durval | DJ Barbarella                                      | Episódio: "Ao Passo do Fim" |

### Cinema
| Ano  | Título                                 | Personagem        | Notas          |
| ---- | -------------------------------------- | ----------------- | -------------- |
| 2003 | Ilha Rá Tim Bum - O Martelo de Vulcano | Rouxinol          |                |
| 2012 | Supernova                              | Eugênia           |                |
| 2013 | Pródigo                                | Carmem            |                |
| 2016 | A Percepção do Medo                    | Vizinha           |                |
| 2017 | Introdução a Música do Sangue          | Maria Isabel      |                |
| 2018 | Nada a Perder                          | Elcy              |                |
| 2021 | Skull: A Máscara de Anhangá            | Lilah             |                |
| 2022 | Cósmica                                | Iriana Aizenstein | Curta-metragem |
| 2023 | Se Precisar de Algo                    | Mulher            | Curta-metragem |

### Teatro
| Ano  | Título                                                | Personagem            |
| ---- | ----------------------------------------------------- | --------------------- |
| 2003 | O Pequeno Livro das Páginas em Branco                 |                       |
| 2003 | Beijos, Escolhas e Bolhas de Sabão                    |                       |
| 2007 | O Doente Imaginário                                   | Angelique             |
| 2008 | Sonho de uma Noite de Verão                           | Fada                  |
| 2009 | Kabarett                                              | [ 11 ]                |
| 2009 | A Odisséia de Arlequino                               | [ 12 ]                |
| 2010 | Eles Não Usam Black-tie                               | Terezinha             |
| 2011 | Píramo e Tisbe                                        | Tisbe                 |
| 2011 | Os Sete Gatinhos                                      | Silene                |
| 2012 | Toda Donzela Tem um Pai que É uma Fera                | Dayse                 |
| 2014 | Manual para Dias Chuvosos                             | Mulher no apartamento |
| 2022 | Xandú Quaresma – A Farsa do Cangaceiro, Truco e Padre | Atriz mambembe        |